# Recreo (Catamarca)
Recreo ist die Hauptstadt des Departamento La Paz in der Provinz Catamarca im Nordwesten Argentiniens. Sie liegt am westlichen Rand der Provinz auf einer Höhe von 220 Metern am und hat 11.847 Einwohner (2010, INDEC). Die Entfernung zur Provinzhauptstadt San Fernando del Valle de Catamarca beträgt 206 Kilometer. Man erreicht Recreo über die Ruta Nacional 157 und Ruta Provincial 20 oder über die Ruta Provincial 111.

## Feste
- Cabrito Rock (Februar)
- Festival Nacional del Cabrito (Februar)